# Cynaeda togoalis
Cynaeda togoalis is een vlinder uit de familie van de grasmotten (Crambidae). De wetenschappelijke naam van deze soort is voor het eerst voorgesteld als Noctuelia togoalis door Ferdinand Karsch in een publicatie uit 1900.
De soort komt voor in Togo.